# في الغد (مجلة نيويورك)
في الغد هي مجلة امريكيه نشرتها Creative age press في عام 1941 حتى ستينيات القرن الماضي.

## نبذة
المجلة متخصصة في علم التخاطر والموضوعات الغامضة، كما تتضمن مساهمات ادبيه بالاضافه إلى ذلك مقالات عن الاحداث الحاليه. على سبيل المثال، ركَز عدد مارس 1943 (المجلد 2 , رقم 7) على مؤلفي أمريكا اللاتينية، وبرزة قصيدة طويلة بابلو نيرودا: السابع من نوفمبر. في نفس العدد، المعلم الأمريكي والمؤلف جون ارسكين ساهم بمقال (في مسرح الشعب). تضمن العمل المحررين المساعدين مرسيدس دا كوستا والمحرر ايلين ج. غاريت الذان كانا أحد أشهر الوسطاء الأمريكيين.
في عدد عام 1963، ساهم فريتجوف شون بمقال عن «بعض الملاحظات حول الشامانية في أمريكا الشماليه». وفي عام 1964 كتب «تأملات في العاطفة الايدولوجية».